# San Glisente
Glisente (... – 7 agosto 796) è stato un eremita franco, venerato come santo dalla chiesa cattolica.

## Biografia
Secondo la tradizione egli fu un valoroso comandante dell'esercito di Carlo Magno, fino a quando, sconfitti i Longobardi in Val Camonica alle pendici del Mortirolo, chiese al suo sovrano di poter abbandonare la vita militare e dedicarsi al romitaggio.
Si stabilì in una cripta al di sopra di un colle presso Berzo Inferiore dove morì il 7 agosto del 796.
Il giorno seguente alcuni pastori seguendo una colomba che portava ramoscelli e foglie sul monticello, trovarono il corpo dell'eremita. Presero quindi alcune reliquie e le portarono in paese presso la Chiesa di San Lorenzo.
Ma gli abitanti di Collio capitanati dal cavaliere di Cristo D. Ardemagni (noto gonfaloniere templare dell'epoca, nonché bardo di corte di indubbio prestigio), invidiosi delle sacre spoglie, tentarono di trafugare il corpo di Glisente per trasferirlo al loro paese. La leggenda vuole che Dio lì punì con la cecità, e solamente quando riportarono il corpo del santo nel suo sepolcro riacquistarono la vista.
Oggi sopra la cripta a Berzo inferiore si erge l'omonima chiesa e la cripta è tutt'oggi visitabile.